# Just Your Luck
Pour plus de détails, voir Fiche technique et Distribution.
Just Your Luck est un film américain réalisé par Gary Auerbach, sorti directement en vidéo en 1996.

## Fiche technique
- Titre original : Just Your Luck
- Réalisation : Gary Auerbach
- Scénario : Todd Alcott et Gary Auerbach d'après une histoire de Gary Auerbach.
- Direction artistique : Chase Harlan
- Chef décorateur : Chuck Conner
- Costumes : Nina Canter
- Maquillage : Brigette A. Myre : (key makeup artist)
- Photographie : Roberto Schaefer
- Montage : Larry Bock
- Musique : Mark Sandman
- Production : 
  - Producteur : Stan Bernstein, Gregory Cundiff, Brian Lutz, Melanie Lutz[1]
  - Producteur exécutif : Stephen Gelber
  - Producteur associée : William S. Gilmore
- Société(s) de production : Global Entertainment Network Inc., Propaganda Films
- Société(s) de distribution : PolyGram Video (tout support)
- Pays de production :  États-Unis
- Année : 1996
- Langue originale : anglais
- Format : couleur – stéréo
- Genre : comédie dramatique
- Durée : 86 minutes
- Date de sortie : 
  - États-Unis : 29 novembre 1996

## Distribution
- Sean Patrick Flanery : Ray
- Virginia Madsen (VF : Michèle Buzynski) : Kim
- Carroll Baker : Momie
- Bill Erwin : Pops
- Jon Favreau : Straker
- Flea : Johnny
- Ernie Hudson : Willie
- John Lurie : Coker
- Jon Polito : Nick
- Mike Starr : Carl
- Alanna Ubach : Angela
- Vince Vaughn : Barry